# Lancio del martello con maniglia corta
Il lancio del martello con maniglia corta è stata una disciplina dell'atletica leggera inserita nel programma olimpico esclusivamente per i Giochi del 1904 di St. Louis e del 1920 di Anversa, a cui parteciparono solo atleti uomini. 
Oggi questa disciplina fa parte del programma del pentathlon di lanci, gara praticata da atleti appartenenti alla categoria master.

## L'attrezzo
Assomiglia a quello irlandese (che è quello standard), con la differenza che la catena è cortissima. Questo fatto e il maggior peso rispetto al martello standard (più di 25 kg invece che più di 7 kg) riducono sensibilmente il raggio di rotazione e di conseguenza la lunghezza dei lanci, permettendo di disputare gare di martello al coperto.
L'attrezzo è di una lunghezza complessiva di m 0,46. Il peso totale è di 56 libbre, pari a circa 25,4 kg.

## Medagliati ai Giochi olimpici
| Edizione         | Oro                | Misura   | Argento       | Misura   | Bronzo          | Misura   |
| ---------------- | ------------------ | -------- | ------------- | -------- | --------------- | -------- |
| Saint Louis 1904 | Étienne Desmarteau | 10,465 m | John Flanagan | 10,160 m | James Mitchel   | 10,135 m |
| Anversa 1920     | Patrick McDonald   | 11,265 m | Patrick Ryan  | 10,965 m | Carl Johan Lind | 10,250 m |